# 佐伯美津留

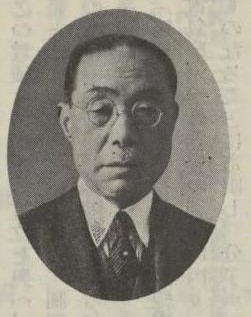
佐伯美津留

佐伯 美津留（さえき みつる、1871年4月21日（明治4年3月2日） - 1948年）は、日本の発明家。
山形県山形市出身。海軍兵学校に入るが、近眼となり、退学し、1894年（明治27年）に逓信省に入った。逓信省では、無線電信電話の研究、船舶無線電信局、海岸電信局、長距離大電力無線電信局などの設計・施設に従事した。1923年（大正12年）に勅任官に任ぜられた。1925年（大正14年）に日本無線電信会社が創立されると、技師長となった。
正四位勲四等。

## 特許
- 特許第23478号 無線電信電話用火花装置
- 特許第27167号 無線電信電話用火花装置